# Rasa de la Solana (Solsonès)
La Rasa de la Solana en confluir amb la Rasa de l'Alzina dona origen a la Rasa de Guardiola, afluent per la dreta del Riu Negre, al (Solsonès).

## Descripció
Neix a poc més de 300 metres a llevant de Cal Viladric. Des de l'inici pren la direcció cap a les 4 del rellotge que mantindrà durant tot el seu curs. Els seus primers 882 m. són una séquia que aboca les seves aigües a un parell de basses que hi ha a menys de 200 m. al sud de la Caseta de Brics. En sortir d'aquestes passa pel sud de Brics i s'escola per la vall que hi ha entre l'Obaga de Brics i el Serrat dels Rovellons

## Termes municipals que travessa
Des del seu naixement, la rasa de la Solana passa successivament pels següents termes municipals.
|                                      | Longitud (en m.) | % del recorregut |
| ------------------------------------ | ---------------- | ---------------- |
| Per l'interior del municipi d'Olius  | 1.528            | 56,8%            |
| Per l'interior del municipi de Riner | 1.162            | 43,2%            |

## Perfil del seu curs
| Recorregut (en m.) | Altitud (en m.) | Pendent |
| ------------------ | --------------- | ------- |
| 0                  | 801             | -       |
| 250                | 791             | 4,0%    |
| 500                | 781             | 4,0%    |
| 750                | 773             | 3,2%    |
| 1.000              | 770             | 1,2%    |
| 1.250              | 751             | 7,6%    |
| 1.500              | 735             | 6,4%    |
| 1.750              | 718             | 6,8%    |
| 2.000              | 704             | 5,6%    |
| 2.250              | 688             | 6,4%    |
| 2.500              | 674             | 5,6%    |
| 2.690              | 659             | 7,9%    |

## Xarxa hidrogràfica
La rasa de la Solana no té cap curs fluvial subsidiari. La seva xarxa hidrogràfica, per tant, està integrada per un únic curs fluvial.
| Codi del corrent fluvial | Coordenades del seu origen                                    | longitud (en metres) |
| ------------------------ | ------------------------------------------------------------- | -------------------- |
| Rasa de la Solana        | 41° 57′ 5.123″ N, 1° 29′ 57.77″ E / 41.95142306°N,1.4993806°E | 2.690                |